# Исконски грех — Обичаји
Исконски грех — Обичаји је српски филм из 2025 године у режији Пеђе Марковића по сценарију Јовице Вучковића.
Филм је премијерно приказан на 8 Равно село филм фестивалу., 

## Радња
Филм је прича о новинару Александру Саши Савићу који је добио задатак од уредника да напише причу о старој воденици која се налази у једном забаченом селу дубоко у шуми.
Према урбаној легенди то место посећују демони који не дозвољавају локалном становништву да мељу жито у тој воденици. Филм прати главног јунака и његову борбу са личним страховима и греховима...

## Улоге
| Глумац               | Улога          |
| -------------------- | -------------- |
| Стојан Ђорђевић      | Александар     |
| Теодора Томашев      | Мирјана        |
| Данијел Сич          | Милован        |
| Саша Ђурашевић       | Радован Глишић |
| Бранко Јанковић      | Горанче        |
| Момчило Пићурић      | старац         |
| Биљана Заверла       | Нина Мимара    |
| Александар Срећковић | Веско Симић    |
| Ђорђе Галић          | Милан          |
| Ана Вучић            | Луција         |
| Тамара Милојковић    | новинарка      |
| Миљан Прљета         | полицајац      |
| Неитан Секулић       | дечак          |